# Architecture Bois

## Architecture Bois Magazine
Architecture Bois Magazine est un magazine de presse français dédié à l’architecture, à l’urbanisme et à l’univers de la construction bois. Le magazine est diffusé chez les marchands de journaux et s’adresse aux professionnels du secteur du bâtiment ainsi qu’aux particuliers ayant un projet de construction en bois, que ce soit une maison, une extension ou une rénovation.
Disponible en version papier et numérique, le magazine, de maquette haut de gamme, propose des reportages de maisons bois et bâtiments bois contemporains (immeubles, éco-quartiers, groupes scolaires, réhabilitations...), des dossiers techniques, des interviews d’architectes et de designers renommés.
La maquette du magazine s’attache à mettre en valeur, par la photo, les réalisations afin de mieux apprécier la conception architecturale.
S’informer est essentiel

## Histoire

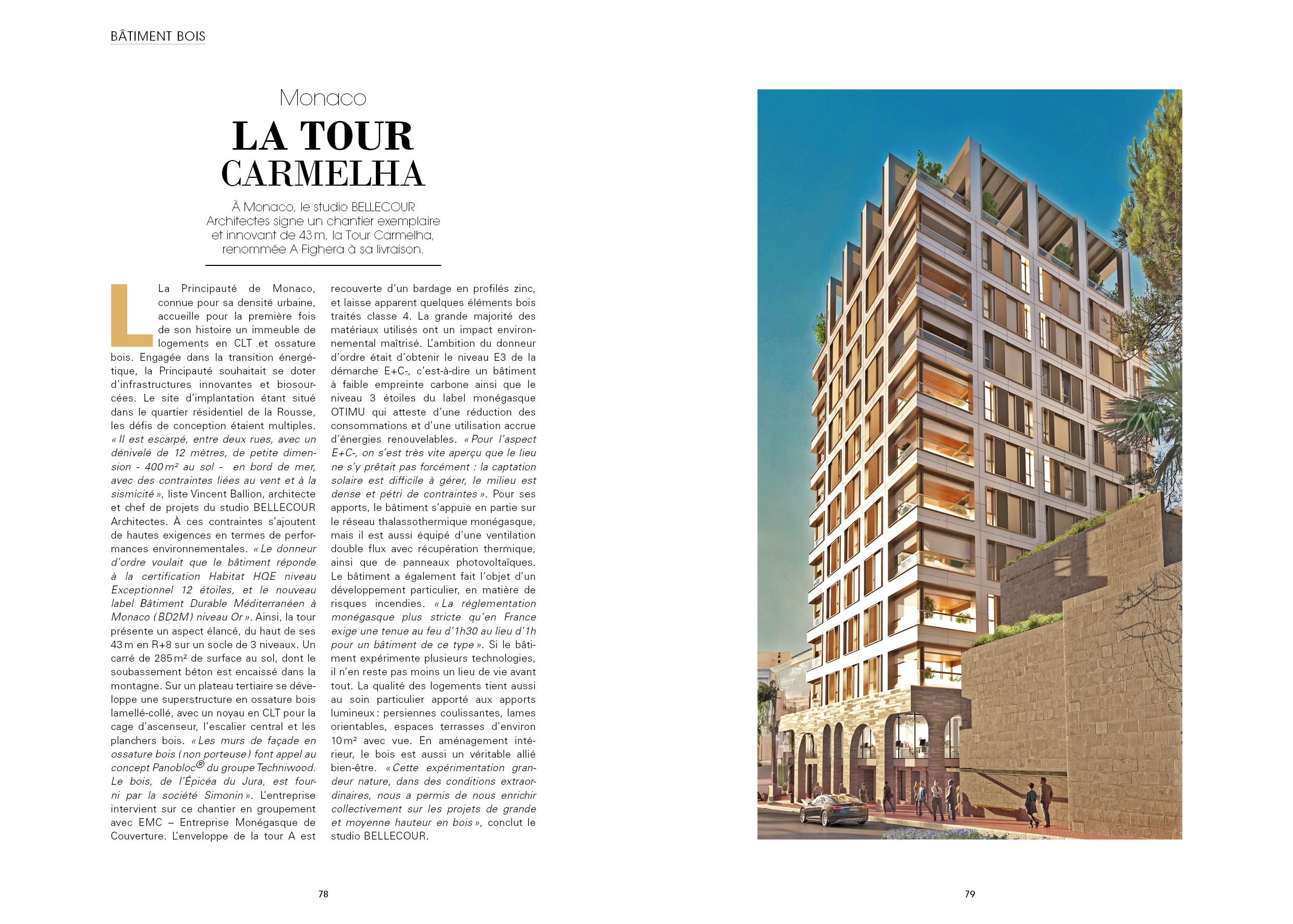
Exemple reportage bâtiment bois ABD

Architecture Bois Magazine a été fondé en 2004 par Maxime Kouyoumdjian-Simonin, avec l’ambition de promouvoir la construction bois auprès d’un large public.
Dès ses débuts, le magazine se positionne comme un acteur de référence dans la diffusion de contenus spécialisés sur les maisons et bâtiment en bois, les technique de construction et l’utilisation des matériaux biosourcés.
Il prône l’importance du lien social en architecture, plaçant l’humain au centre de la conception architecturale.
En 2010, la rédaction s’installe à Bordeaux, où se situe le siège de la société éditrice, Serum Presse, dirigée par Maxime Kouyoumdjian-Simonin, également rédacteur en chef.
Avec les enjeux climatiques, le secteur de la construction a dû évoluer et s’adapter aux nouvelles réglementations RE2020. Cela s’accompagne de nouvelles pratiques constructives et la redécouverte de l’utilisation de matériaux biosourcés, dont le bois est le fer de lance. Architecture Bois accompagne ainsi les professionnels de la construction dans une information nécessaire, tant les modes constructifs innovent et les contraintes réglementaires s’intensifient.

## Contenu éditorial

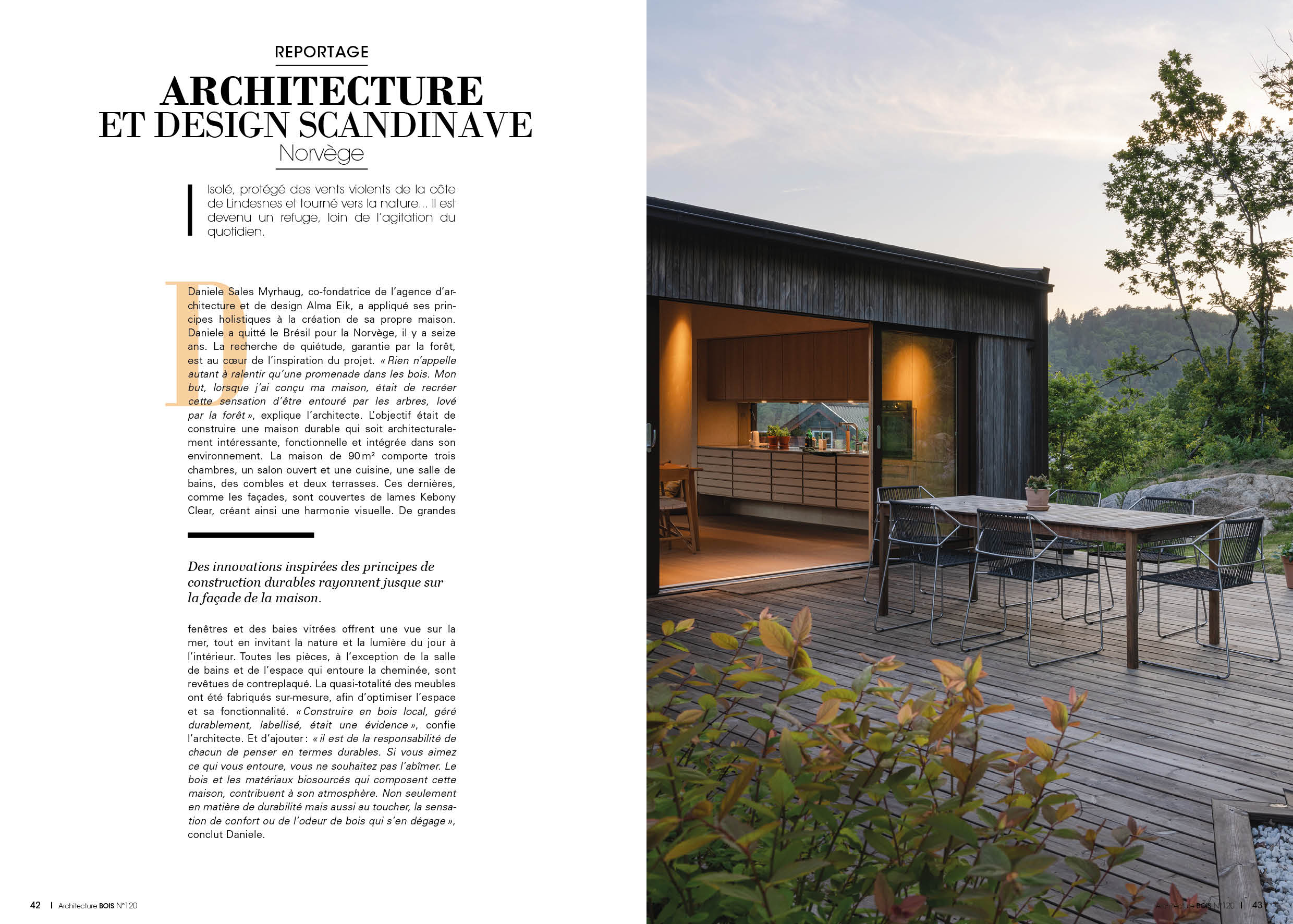
Exemple reportage maison bois ABD

Le magazine propose un contenu éditorial spécialisé autour de la construction bois, des matériaux biosourcés, de l’urbanisme, de la ressource, de l’économie circulaire, des systèmes constructifs et produits innovants, du réemploi, des revêtements de façade, de la terrasse... Il couvre aussi bien des maisons individuelles que des bâtiments collectifs ou tertiaires, valorisant des projets architecturaux, des solutions innovantes et les savoir-faire de la filière bois.
Chaque numéro comprend :
- Des reportages sur des maisons bois, extensions, bâtiments publics ou projets d’architectes,
- Des dossiers techniques sur l’ossature bois, le CLT, l’isolation, le bardage, les terrasses, etc.,
- Des interviews d’architectes et designers,
- Des focus régionaux,
- Des rubriques sur l’Auto-construction, les réglementations, les outils numériques,
- Un annuaire régional de constructeurs[2].

Deux hors-séries thématiques sont publiés :
- Les fondamentaux pour construire en bois : systèmes constructifs, fondations, charpentes, fixations, logiciels, menuiseries...
- Aménagements extérieurs et confort : bardages, terrasses, entretien du bois, isolation, chauffage

## Diffusion et lectorat
Le magazine paraît six fois par an, avec deux hors-séries complémentaires. Chaque édition propose environ 116 pages, disponibles en version papier et numérique.
Le lectorat est composé d’architectes, constructeurs, bureaux d’études, industriels, enseignants et particuliers en quête d’informations techniques ou d’inspiration.
Le site architecturebois.fr héberge plus de 12 000 articles et enregistre en moyenne 38 000 pages vues par mois. Il propose une version numérique enrichie et interactive du magazine.

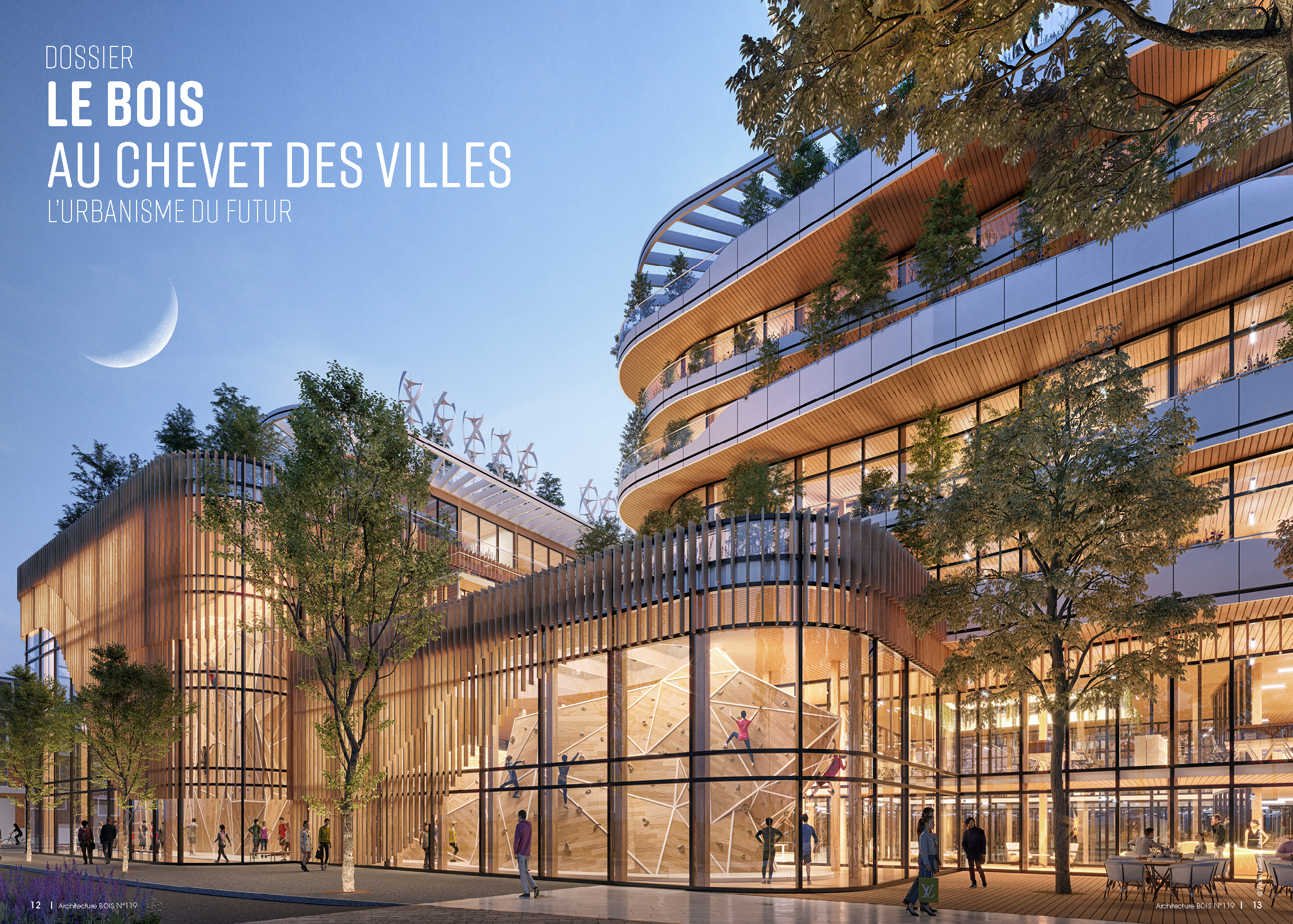
Visuel bâtiment bois dans magazine ABD

Le magazine rassemble plus de 38 000 abonnés sur les réseaux sociaux et enregistre environ 80 000 interactions mensuelles. Plus de 120 000 newsletters d’informations sont envoyées chaque mois à des professionnels de la filière bois.
Aujourd’hui, la revue est distribuée par le réseau des MLP (Messageries Lyonnaises de Presse) chez les marchands de journaux en France et dans les pays francophones : Belgique, Suisse, Canada (notamment au Québec), Afrique du Nord, et autres pays d’Europe francophone. Le magazine est aussi présent dans plusieurs aéroports internationaux. Reconnu pour la qualité de ses reportages, Architecture Bois Magazine publie régulièrement des contenus internationaux : Canada, États-Unis, Norvège, Chili, Australie, Japon, etc.